# Profesní rozvoj učitelů
Profesní rozvoj učitelů je systematický, nepřetržitý a koordinovaný proces, který navazuje na pregraduální vzdělávání a trvá po celou dobu učitelovy profesní dráhy. Profesní rozvoj zahrnuje všechny aktivity, které v návaznosti na dosaženou kvalifikaci učitele slouží k udržení a zvýšení profesní zdatnosti učitele. Jsou to tedy aktivity, na kterých jsou učitelé školeni, ale i ty, kdy pod dohledem svých školitelů i jiných osob připravují učitelé nové strategie a přístupy. Cílem profesního rozvoje je rozvoj stávajících dovedností pedagogických pracovníků a zároveň získání nových, což napomáhá k udržení kvalitní výuky a k posunu ve vzdělávání žáků.
Pedagogická encyklopedie z roku 2010 v rámci hesla další vzdělávání učitelů, vymezuje profesní rozvoj učitelů jako profesní zdokonalování vlastní učitelskou praxí, samostudium a další vzdělávání učitelů.
Povinnost dalšího vzdělávání pedagogických pracovníků v České republice udává Zákon č. 563/2004 Sb. o pedagogických pracovnících. Popisuje požadavky pro učitele za cílem obnovení, udržení a doplnění kvalifikačních schopností.

## Význam profesního rozvoje učitelů
Umožňuje celoživotní rozvíjení profesních kompetencí učitele a trvalý osobnostní rozvoj. Nejedná se tedy pouze o všeobecné kurzy prohlubující základní znalosti, ale také o kurzy specializované, odpovídající potřebám učitelů. Zároveň se jedná o nejefektivnější metodu snižování nerovností ve vzdělávání, tedy vyrovnání obsahu i metod vzdělávání a výchovy ve školství.
Hlavním významem profesního rozvoje je zlepšování a zdokonalování výkonu učitele a jedná se tedy o pozitivní změnu. Tím se odlišuje od profesního vývoje, který může znamenat i zhoršení a negativní změny.
Profesní rozvoj učitelů má několik funkcí, díky kterým dosahuje požadovaných cílů. Kompenzační funkce umožňuje udržovat profesní kompetence a kompenzuje zastaralé znalosti a nahrazuje je novými a inovativními. Díky adaptační funkci se učitel přizpůsobuje potřebám školy a výuky. A funkce inovační má za následek zvyšování profesní úrovně školského systému a samotných jednotlivců.

## Formy profesního rozvoje
Vzdělávání učitelů v průběhu jejich profesní dráhy je organizováno specializovanými pracovišti a je realizováno v širokém spektru organizačních forem. Do těch patří uvádění začínajících učitelů do praxe, příprava na atestace, příprava na realizaci vzdělávacích inovací a reforem, příprava na řešení specializovaných projektů, funkční studium pedagogických pracovníků, rekvalifikační studium, specializační a prohlubující studium.

#### Dělení podle získávání informací[7]
- Formální vzdělávání – navazuje na počáteční vzdělávání, uskutečňuje se ve vzdělávacích institucích a je zakončeno vysvědčením nebo diplomem
- Neformální vzdělávání – je zaměřeno jen na určité skupiny populace, realizuje se mimo formální vzdělávací systém za účasti lektora, patří tam kurzy, školení, přednášky
- Informální – spontánní proces získávání poznatků a osvojování dovedností, není organizované a je institucionálně nekoordinované, patří tam samostudium a sebevzdělávání

#### Dělení podle druhu[7]
- Kvalifikační – získává se nebo doplňuje požadovaná kvalifikace, probíhá v pověřených institucích, absolvování studia je potvrzeno kvalifikačním certifikátem
- Průběžné – zaměřuje se na aktuální otázky výchovy a vzdělávání, uskutečňuje se na vlastní škole, absolvování je potvrzeno osvědčením o účasti

## Metody a nástroje
Dle Národního pedagogického institutu (NPI) kvůli individuálním dispozicím jednotlivců a rozdílným možnostem jednotlivých škol nelze určit univerzální metodu rozvoje učitelů. Metody ale lze rozdělit do dvou kategorií na tradiční metody mimo pracoviště a inovativní na pracovišti. Mezi metody na pracovišti patří instruktáž, asistování, tzv. pověření úkolem, rotace práce, mentoring nebo koučink.
- Instruktáž se označuje za nejjednodušší metodu, neboť při ní instruktor vyučovanému učiteli ukazuje správné pracovní postupy a pracovník je pak sám provádí. Omezením této metody je, že se hodí pouze na jednoduché úkony.
- Na složitější úkoly se využívá asistování, při němž vzdělávaný pracovník slouží jako pomocník již zkušenému učiteli. Pomáhá mu při jeho práci a učí se tak správné postupy, s tím že postupně vykonává činnosti více samostatně. Tato metoda se hodí hlavně pro manuální učitele. Její realizace je ovšem ve školách složitá, neboť se při ní musí vyčlenit dva učitelé do jedné třídy. Proto se častěji využívá v mateřských školách.
- Metoda pověření úkolem zaměstnává pouze vyučovaného pracovníka, kterému je zadán úkol, jenž plní na vlastní odpovědnost.
- Méně tradiční metodou je rotace práce, při které jsou učitelé přemístěni na jiná pracovní místa, než jsou jejich specializace. Cílem je získávání nových znalostí a schopností a větší flexibilita.
- Mentoring je podobný asistování, neboť je při něm méně zkušenému učiteli přidělen mentor, který mu radí v oblastech výuky. Oproti tomu při koučinku zkušenější učitel tomu vyučovanému neradí, ale pouze ho pomocí otázek navádí k tomu, aby se sám rozvíjel. Tato metoda se využívá u více zkušenějších vyučovaných pracovníků, neboť staví na předpokladu, že učitel již má znalosti, pouze je naváděn k jejich rozvoji. Všechny zmíněné metody probíhají v rámci školy pod vedením ředitele a více tak zahrnují specifika pracoviště. [2]

Mezi metody mimo pracoviště se řadí přednášky od specialistů, semináře nebo workshopy, kdy učitelé vzdělávají externisté nebo vzdělávací organizace.

## Výzvy a bariéry
Ronald Ferguson identifikuje pět hlavních výzev pro efektivní profesní rozvoj učitelů. První je zavádění nových činností způsobem, který vzbudí zájem. Druhá zní vyvážení kontroly ředitele a autonomie učitele. Třetí je zavázání se k ambiciózním cílům. Neschopnost řešit právě tyto tři výzvy patří k důvodům neúspěchu programu profesního rozvoje. Čtvrtá výzva je udržení pracovitosti při dosahování ambiciózních cílů a poslední je účinně využívat a dodržovat dosažené výsledky. Pokud se podaří tyto aspekty úspěšně implementovat a zároveň udržet motivaci a pracovitost při jejich dosahování, je větší pravděpodobnost, že program profesního rozvoje bude úspěšný a přinese dlouhodobé pozitivní výsledky.

## Podpora profesního rozvoje
Projekt SYPO
Projekt má za cíl nahradit chybějící jednotný systém profesní podpory učitelů a ředitelů. Snaží se vytvořit a implementovat systém jednotné podpory, který by přispíval k zvyšování profesního rozvoje pracovníků pedagogických řízení. K tomu by docházelo skrze profesní společenství, která by využívala širokou škálu různých forem kolegiální podpory a byla by postavena na definovaných kritériích kvality. Projekt se zaměřuje na všechny zainteresované aktéry, tedy na všechny učitele, které rozděluje podle typů škol a stupně vzdělávání, ředitelé škol a jejich zřizovatelé, vedoucí předmětových komisí a na žáky studenty. Zahrnuje ale i školské odbory (ČMOS, MŠMT, ČŠI), školské asociace, OPŘO (např. NÚV, CZVV, DZS) a poskytovatelé DVPP. 
SYPO nabízí metodické kabinety, které umožňují učitelům rozšiřovat své znalosti a dovednosti, slouží k vyměňování zkušeností s kolegy v oboru a napomáhají k dalšímu profesnímu vzdělávání v oboru. Dále příručky pro jednotlivé zaměření učitelů a nebo webináře.